# Andreas Knorre
Johann Friedrich Andreas Knorre (* 1763 in Berlin; † 11. Mai 1841 in Königsberg) war ein Maler.

## Leben
Knorre studierte an der Berliner Kunstakademie Malerei bei Bernhard Rode. Er beschickte in  den Jahren von 1787 bis 1798 die Ausstellungen der Akademie regelmäßig mit seinen Bildnissen. Im Jahr 1800 folgte er dem Ruf nach Königsberg, wo er als 1. Lehrer und Professor an der Akademie unterrichtete. Gleichzeitig unterwies er die Schüler der Gewerbeschule im Freihandzeichnen und Bossieren (Modellieren). Er fertigte unter anderem Porträts von den Angehörigen des Königshauses oder bekannten Persönlichkeiten aus der Zeit der Befreiungskriege, wie Hans Jakob von Auerswald, Karl Gottfried Hagen und Friedrich Leopold von Schrötter. Für das Stadttheater entwarf Knorre den Vorhang und die Dekorationen. Nach der Schlacht bei Preußisch Eylau legte Knorre 1807 sein Lehramt zwischenzeitlich nieder, da er von den russischen Generälen sehr viele Aufträge erhielt, deren Anfertigung seine Zeit in Anspruch nahm.
Als sich die königliche Familie auf der Flucht vor Napoleons Truppen in Königsberg befand, erhielt er dort zahlreiche Aufträge. Eine besondere Bedeutung aber für die Kulturgeschichte erreichte er, als er 1804 Immanuel Kant die Totenmaske abnahm und auch die Dekoration, Aufbahrung und Leichenfeier des großen Philosophen übernahm.
Knorre war seit dem 8. Juni 1794 mit der aus Tangermünde stammenden Johanna Louise Dorothea (geborene Wahlstab, 1766–2. Mai 1834) verheiratet, einer Malerin von Miniaturbildnissen. Sie hatte ihre Ausbildung an der Berliner Akademie erhalten und zeichnete nach älteren Werken. Neben Bildnissen malte sie Genrebilder nach lebenden Modellen.
Sein Sohn war der Maler Julius Knorre. Die Malerin Auguste Knorre, die aus Königsberg stammte könnte seine Tochter gewesen sein, die ein Miniaturporträt einer vermutlich weiteren Tochter Caroline Knorre (1799–1856) anfertigte.

## Werke (Auswahl)

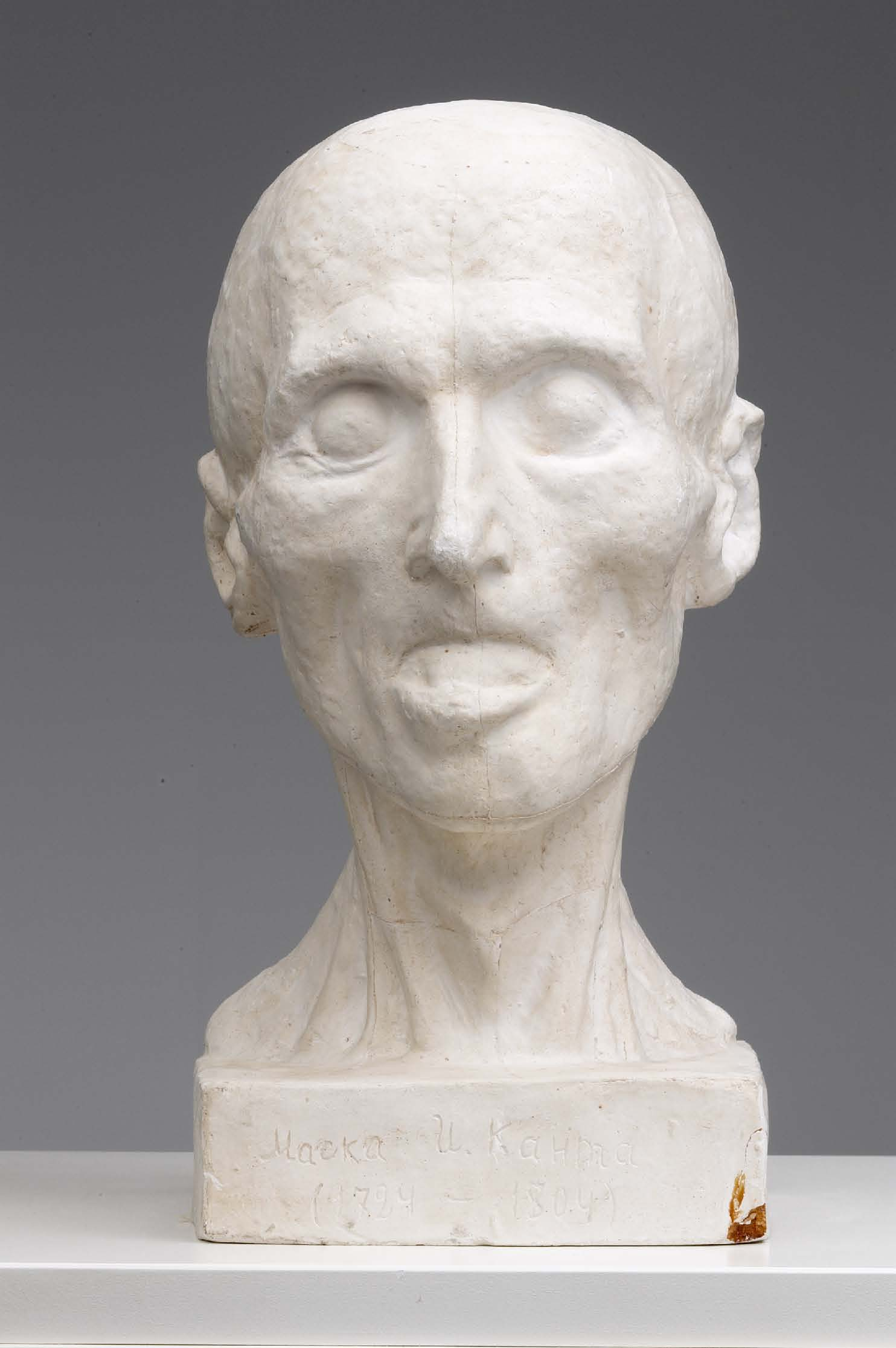
Totenmaske Kants

Als Motive wählte Knorre meist historische oder religiöse Themen und schuf viele Porträts.
- 1808: Bildnis Ferdinand von Schill (1776–1809) (Pastell 35 × 27,8 cm. Gemäldesammlung des Städtischen Museums Braunschweig, vormals Schillmuseum)[5]
- Porträt von Ludwig Ernst von Borowski[6]
- Allegorie: Königin Luise führt den Thronfolger in den Tempel der Minerva
- Altarbild: Kreuzigung Pfarrkirche Neidenburg
- 1833: Madonna mit dem Christuskind und Joseph (Gemäldegalerie Königsberg)

In Königsberger Kunstsammlungen und in öffentlichen Einrichtungen der Stadt waren seine Bildnisse einst zu sehen. So beispielsweise
- Bildnis des Hans Jakob von Auerswald im Staatsarchiv
- Bildnis des Professors Karl Gottfried Hagen im Pharmazeutischen Institut
- Bildnis des Kanzlers Friedrich Leopold von Schrötter im Oberlandesgericht